# Златопольский, Антон Андреевич
Анто́н Андре́евич Златопо́льский (род. 12 сентября 1966, Москва) — российский медиаменеджер, продюсер кино и телевидения, общественный деятель. Первый заместитель генерального директора холдинга ФГУП «Всероссийская государственная телевизионная и радиовещательная компания» (ВГТРК) (с 2000 года), генеральный директор телеканала «Россия» (с 2002 года), главный редактор и продюсер детского телеканала «Мульт» (с 2014 года), председатель Совета директоров АО «Цифровое телевидение» (с 2018 года); ранее — генеральный директор независимой частной телекомпании «Авторское телевидение» (АТВ) (1991—1998). Член Академии Российского телевидения (с 2001 года). Лауреат Государственной премии Российской Федерации в области литературы и искусства (2014). Как «ответственный за пропагандистскую деятельность» в ходе вторжения России на Украину находится под санкциями всех стран Евросоюза

## Биография
В 1988 году окончил юридический факультет Московского государственного университета им. М. В. Ломоносова.
С 1988 года по 1991 год обучался в аспирантуре Московской государственной юридической академии (МГЮА).
В 1993 году в Московской государственной юридической академии (МГЮА) защитил (под руководством профессора О. Е. Кутафина) диссертацию на соискание учёной степени кандидата юридических наук на тему «Политические права и свободы граждан и механизм их реализации в Российской Федерации».

## Профессиональная деятельность
В 1989 году начал свою профессиональную деятельность, заняв должность юрисконсульта в первой, создаваемой в СССР, негосударственной телекомпании «Авторское телевидение» (АТВ). Оставался в должности до 1991 года.
В 1991 году (после назначения А. Г. Малкина директором творческой студии — «Новая Студия») занял пост генерального директора ЗАО «Телекомпания „АТВ“».
С января 1994 года по июль 1998 года — вице-президент — генеральный директор ЗАО «Телекомпания „АТВ“», входил в состав его акционеров.
В 1999 году перешёл на государственный телеканал «РТР». Здесь (до апреля 2000 года) совмещал должности заместителя генерального директора и исполнительного директора.
В апреле 2000 года назначен на должность (вакантную после ухода М. Ю. Лесина) первого заместителя председателя ФГУП «Всероссийская государственная телевизионная и радиовещательная компания» (ВГТРК). Оставался на этом посту по февраль 2002 года.
С 4 марта по 15 апреля 2002 года — первый заместитель председателя ФГУП «ВГТРК», и. о. генерального директора телеканала «РТР» (замещал вакантную должность после ухода А. З. Акопова).
С 16 апреля по 31 августа 2002 года совмещал должности первого заместителя председателя ФГУП «ВГТРК» и генерального директора телеканала «РТР».
Дальнейшие изменения в наименованиях должностей были связаны с проведением ребрендинга телеканала или изменением действующего законодательства Российской Федерации.
С 1 июня 2014 года стал дополнительно совмещать должности главного редактора и продюсера детского телеканала «Мульт».
Как независимый директор входит в состав Совета директоров ПАО «Ростелеком», с июня 2018 года входит в состав и является председателем Совета директоров АО «Цифровое Телевидение» (АО «ЦТВ»)— дочерней компании холдинга ВГТРК и ПАО «Ростелеком», производящей и управляющей пакетом неэфирных цифровых телеканалов в России и за её пределами.

### Фильмография
Как генеральный продюсер, сопродюсер или продюсер-супервайзер принимал участие в создании следующих художественных фильмов, телевизионных или анимационных сериалов:
Кракен (фильм)
Кракен (фильм)
- 2005 — Мастер и Маргарита (реж. Владимир Бортко).
- 2006 — В круге первом (реж. Глеб Панфилов).
- 2006 — Лунтик и его друзья (реж. Дарина Шмидт, Елена Галдобина).
- 2007 — Хранить вечно (реж. Глеб Панфилов).
- 2008 — Без вины виноватые (реж. Глеб Панфилов)[19].
- 2008 — Тарас Бульба (реж Владимир Бортко).
- 2010 — Прячься! (англ. The Weather Station) (реж. Джонни О’Рейли; англ. Johnny O'Reilly).
- 2011 — Пётр Первый. Завещание (реж. Владимир Бортко).
- 2011 — Барбоскины (реж. Елена Галдобина).
- 2012 — Белая гвардия (реж. Сергей Снежкин)[20].
- 2012 — Жизнь и судьба (реж. Сергей Урсуляк).
- 2013 — Зеркала (реж. Марина Мигунова).
- 2013 — Легенда № 17 (реж. Николай Лебедев).
- 2013 — Сталинград (реж. Фёдор Бондарчук)[21].
- 2014 — Бесы (реж. Владимир Хотиненко)[22].
- 2014 — Екатерина (реж. Александр Баранов, Рамиль Сабитов).
- 2015 — Воин (реж. Алексей Андрианов)[23].
- 2015 — Тихий Дон (реж. Сергей Урсуляк)[24].
- 2016 — Экипаж (реж. Николай Лебедев)[25].
- 2016 — Следователь Тихонов (реж. Сергей Снежкин, Эдуард Оганесян).
- 2017 — Притяжение (реж. Фёдор Бондарчук)[26].
- 2017 — Анна Каренина. История Вронского (реж. Карен Шахназаров)[27].
- 2017 — Урфин Джюс и его деревянные солдаты (реж. Владимир Торопчин, Фёдор Дмитриев, Дарина Шмидт)[28].
- 2017 — Оптимисты (реж. Алексей Попогребский).
- 2017 — Большой (реж. Валерий Тодоровский)[29].
- 2017 — Салют-7 (реж. Клим Шипенко)[30].
- 2017 — Демон революции (реж. Владимир Хотиненко)[31].
- 2017 — Доктор Рихтер (реж. Андрей Прошкин, Илья Казанков).
- 2017 — Движение вверх (реж. Антон Мегердичев)[32].
- 2018 — Тренер (реж. Данила Козловский).
- 2018 — Годунов (реж. Алексей Андрианов, Тимур Алпатов).
- 2018 — Ненастье (реж. Сергей Урсуляк).
- 2018 — Два билета домой (реж. Дмитрий Месхиев).
- 2018 — Т-34 (реж. Алексей Сидоров).
- 2019 — Одесский пароход (реж. Сергей Урсуляк).
- 2019 — Вторжение (реж. Фёдор Бондарчук).
- 2019 — Зулейха открывает глаза (реж. Егор Анашкин).
- 2020 — Лёд 2 (реж. Жора Крыжовников).
- 2020 — Стрельцов (реж. Илья Учитель).
- 2020 — Грозный (реж. Алексей Андрианов).
- 2020 — Иван Денисович (реж. Глеб Панфилов).
- 2020 — Серебряные коньки (реж. Михаил Локшин).
- 2020 — Последний богатырь: Корень зла (реж. Дмитрий Дьяченко).
- 2020 — Огонь (реж. Алексей Нужный).
- 2021 — Обитель (реж. Александр Велединский).
- 2021 — Конёк-горбунок (реж. Олег Погодин).
- 2021 — Пара из будущего (реж. Алексей Нужный).
- 2021 — Пальма (реж. Александр Домогаров-мл.).
- 2021 — Седьмая симфония (реж. Александр Котт).
- 2021 — Чемпион мира (реж. Алексей Сидоров).
- 2021 — Последний богатырь: Посланник тьмы (реж. Дмитрий Дьяченко).
- 2022 — Сердце Пармы (реж. Антон Мегердичев).
- 2022 — Чебурашка (реж. Дмитрий Дьяченко).
- 2023 — Праведник (реж. Сергей Урсуляк).
- 2024 — Холоп 2 (реж. Клим Шипенко).
- 2024 — Бременские музыканты (реж. Алексей Нужный).
- 2024 — Лёд 3 (реж. Юрий Хмельницкий).
- 2024 — Сто лет тому вперëд (реж. Александр Андрющенко).
- 2024 — Огниво (реж. Александр Войтинский).
- 2024 — Финист: Первый богатырь (реж. Дмитрий Дьяченко)
- 2025 — Кракен (реж. Николай Лебедев)

## Общественная деятельность
Входит в состав Общественного совета при Министерстве внутренних дел Российской Федерации (МВД РФ) и Общественного совета при Федеральном агентстве по печати и массовым коммуникациям (Роспечать), Совета ассоциации «Индустриальный комитет по телеизмерениям» (ИКТ).
Член попечительского совета Московского государственного юридического университета имени О. Е. Кутафина (МГЮА), член общероссийской общественной организации «Ассоциация юристов России» (АЮР), член Литературной академии — жюри российской национальной литературной премии «Большая книга».

## Санкции
15 января 2023 года, на фоне вторжения России на Украину, был внесён в санкционный список Украины за «активную поддержку политики Российской Федерации, которая подрывает территориальную целостность, суверенитет и независимость Украины, а также стабильность и безопасность в Украине».
23 июня 2023 года Златопольский включён в санкционный список всех стран Евросоюза как «ответственный за пропагандистскую деятельность телеканала „Россия 1“»:

Во время агрессивной войны против Украины, телеканалы и другие структуры холдинга ВГТРК были одними из самых активных и значимых инструментов в распространении кремлёвского нарратива для поддержки войны своими агрессивными высказываниями и непроверенной информацией. Как давний первый заместитель генерального директора, он имеет прямое влияние на то, как ВГТРК информирует население об агрессивной войне России против Украины— «Официальный журнал Европейского союза», Брюссель, 23 июня 2023 года
Как российский пропагандист внесён ФБК в список коррупционеров и разжигателей войны, с предложением введения против него международных санкций.

## Семья
Дед — доктор юридических наук Давид Златопольский, заслуженный деятель науки РСФСР, заслуженный профессор Московского государственного университета.
Отец — биохимик Андрей Давидович Златопольский (род. 1944), кандидат биологических наук (1975).
Супруга (с 2011 года) — Дарья Златопольская (Галимова, в первом браке — Спиридонова), журналистка и телеведущая.

## Увлечения
Занятия спортом, чтение книг.

## Награды и премии
- Орден Дружбы (27 ноября 2006 года) — за заслуги в области культуры, печати, телерадиовещания и многолетнюю плодотворную работу[48].
- Орден Почёта (4 ноября 2010 года) — за заслуги в области культуры, печати, телерадиовещания и многолетнюю плодотворную работу[49].
- Орден «За заслуги перед Отечеством» IV степени (22 апреля 2014 года) — за высокий профессионализм и объективность в освещении событий в Республике Крым[50].
- Государственная премия Российской Федерации в области литературы и искусства 2013 года (совместно с Л. Э. Верещагиным и Н. И. Лебедевым) (9 июня 2014 года) — «за создание художественного фильма «Легенда № 17»[51].
- Медаль Николая Озерова (8 мая 2019 года) — «за большой личный вклад в пропаганду физической культуры и спорта»[52]
- Благодарность Президента Российской Федерации (6 февраля 2003 года) — «за активное участие в подготовке и проведении мероприятий с участием Президента Российской Федерации»[53].
- Благодарность Президента Российской Федерации (23 апреля 2008 года) — «за информационное обеспечение и активную общественную деятельность по развитию гражданского общества в Российской Федерации»[54].
- Нагрудный знак РФ «За вклад в российскую культуру» (2017, Министерство культуры Российской Федерации)[55]
- Национальная премия «Медиа-менеджер России» в номинации «Телевидение» (2004 год)[56].
- Премия «GQ Человек года 2013» в номинации «Продюсер года» (17 сентября 2013 года)[57].
- Премия «GQ Человек года 2016» в номинации «Продюсер года» (совместно с Н. С. Михалковым и Л. Э. Верещагиным) (12 сентября 2016 года)[58].
- Премия русской версии журнала «The Hollywood Reporter» в номинации «Медиа-менеджер года» (11 декабря 2013 года)[59].